# Cabera pusaria
Cabera pusaria là một loài bướm đêm trong họ Geometridae.

## Hình ảnh

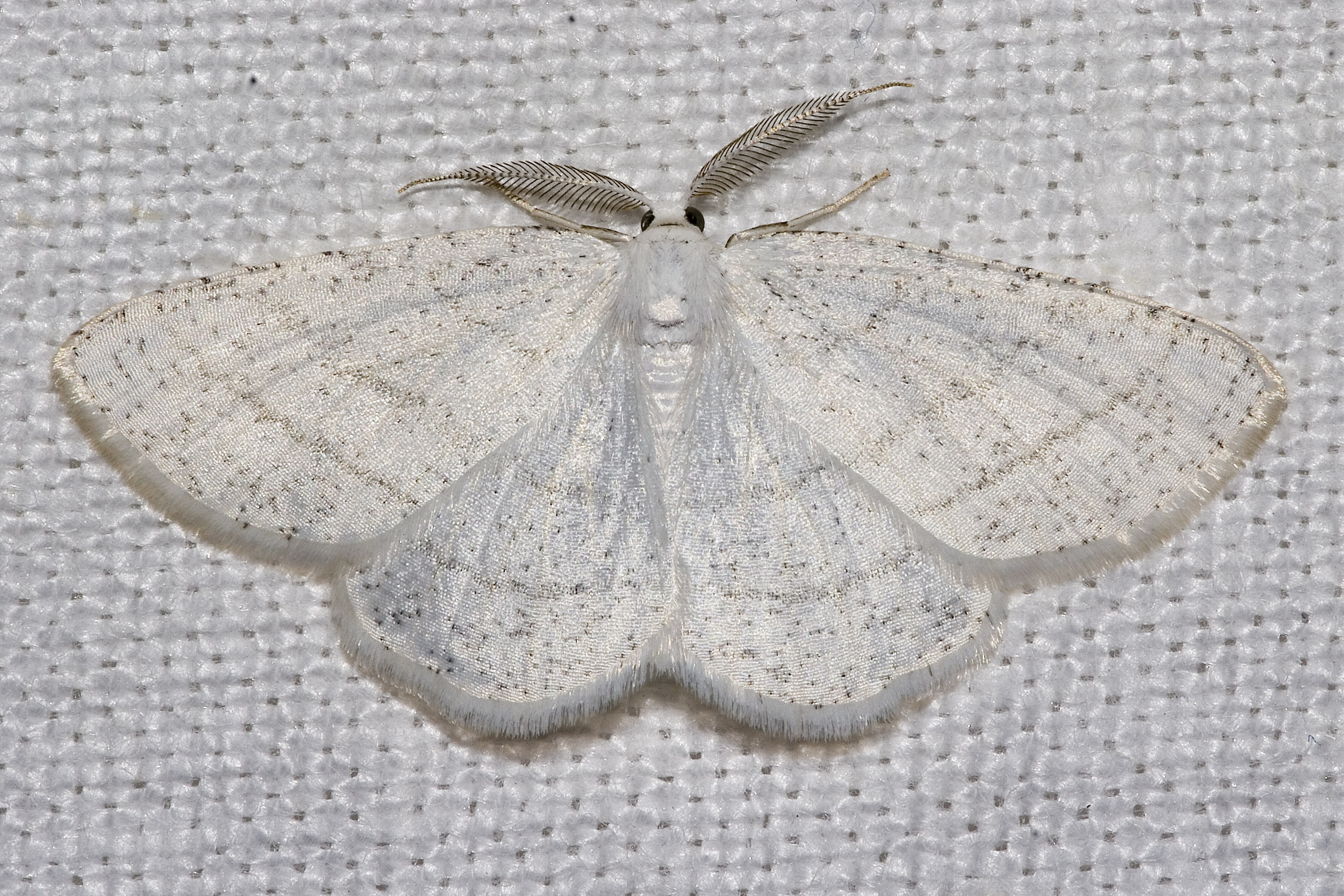
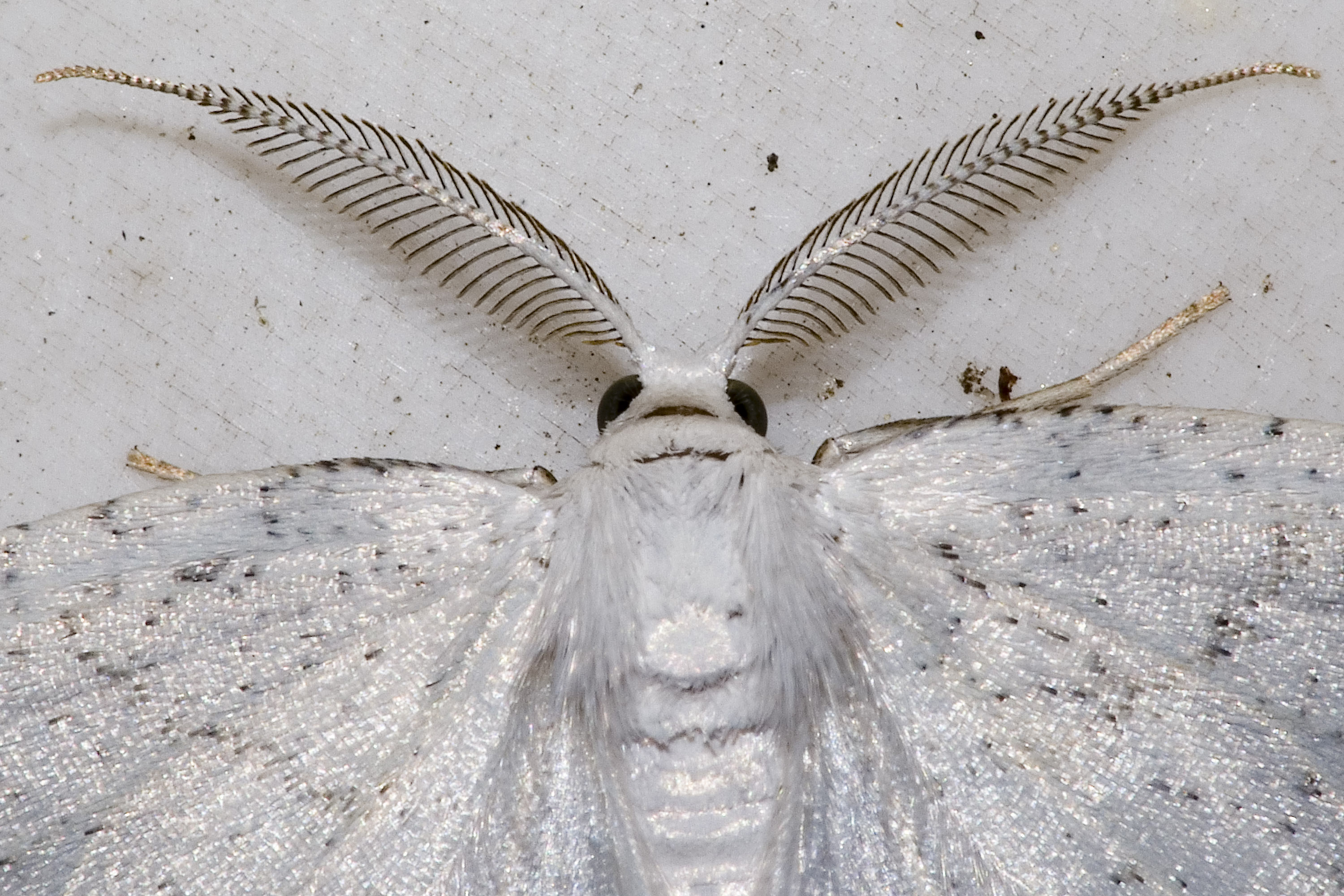
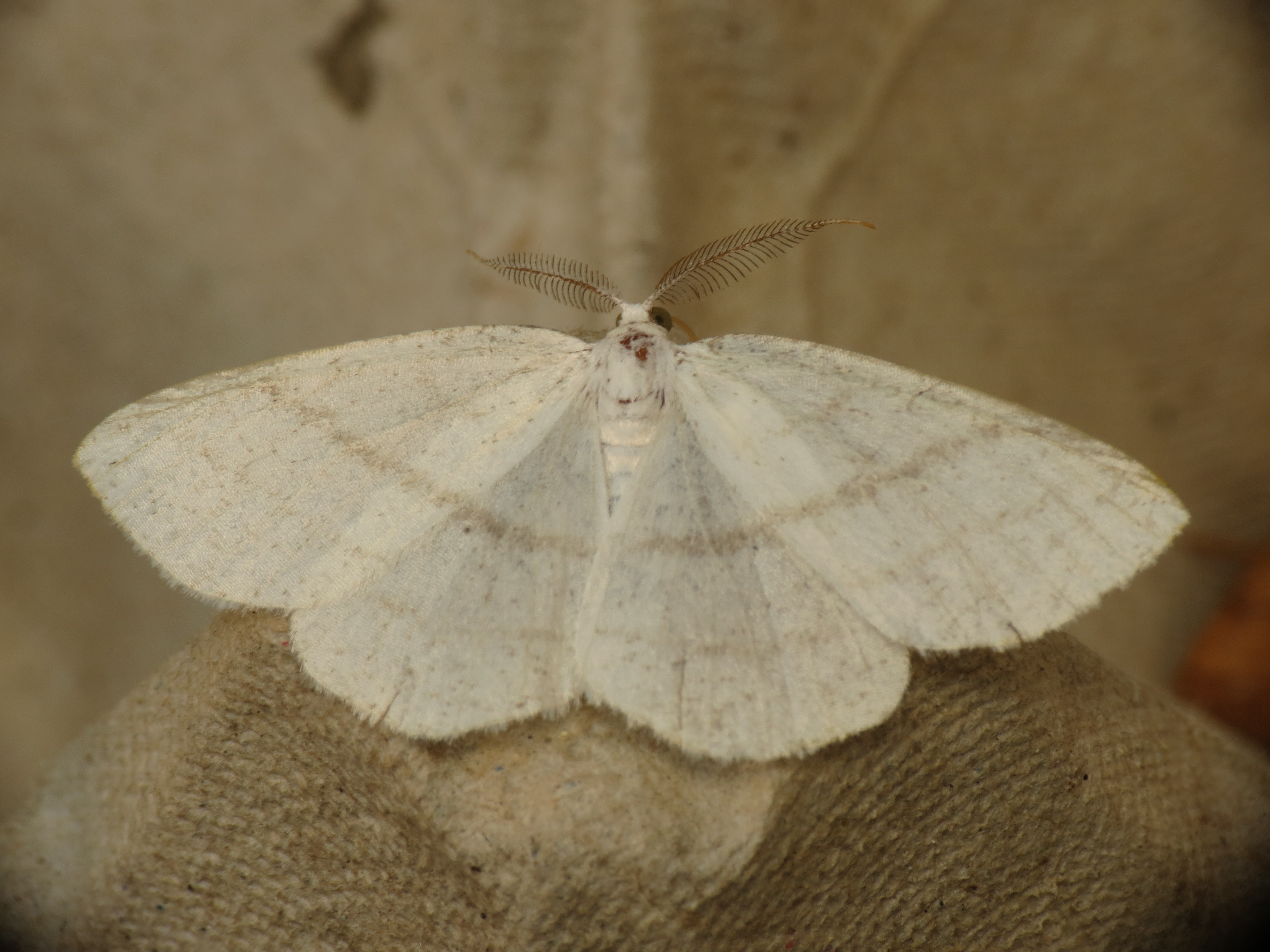
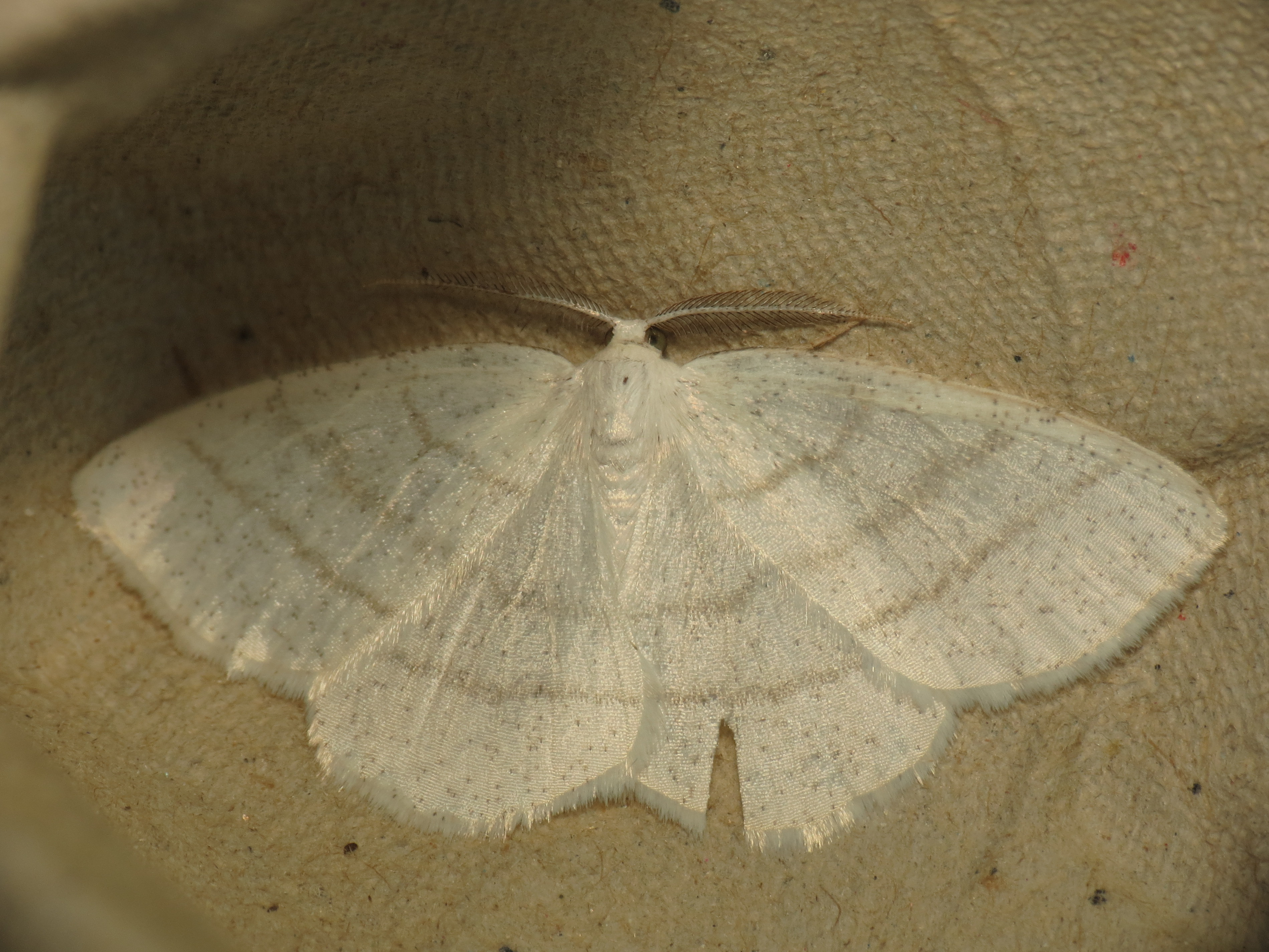